# Al-Ádid fátimida kalifa
Al-Ádid (1151. május 16. – 1171. szeptember 13.) Egyiptom és részben Szíria kalifája 1160-tól haláláig.
Unokatestvére, al-Fáiz halála után jutott a trónra. Elődeihez hasonlóan csak névleges uralkodó volt, és uralkodása alatt a nyugati keresztes lovagok Egyiptomot is megtámadták. Később, 1167-ben – Savar felső-egyiptomi kormányzó segítségével – szövetség jött létre a keresztesek és Egyiptom között a Szíriában terjeszkedő török etnikumú Zangidák állama ellen. Később Savart a kurd származású Ajjúbida Aszad ad-ín Sírkúh megölette, és ő vette át Egyiptom tényleges irányítását. 1169-ben Sírkúh is elhunyt, és pozícióit az unokaöccse, Szaladin örökölte.
1171-ben, alig 20 éves korában al-Ádid kalifa is elhunyt, nem sokkal később pedig maga Szaladin lépett Egyiptom trónjára.

## Fordítás
- Ez a szócikk részben vagy egészben  az   Al-Adid című angol Wikipédia-szócikk fordításán alapul.  Az eredeti cikk szerkesztőit annak laptörténete sorolja fel. Ez a jelzés csupán a megfogalmazás eredetét és a szerzői jogokat jelzi, nem szolgál a cikkben szereplő információk forrásmegjelöléseként.